# Massimo Menghini
Massimo Menghini (Porto San Giorgio, 13 maggio 1969) è un ex cestista italiano.

## Carriera
Ha giocato in Serie A2 per la Sangiorgese. Gioca in Serie B1 per la Virtus Padova. Nella stagione 2013-14 ha giocato per la Sangiorgese 2000 in Serie D.